# 阿尔皮纳 (南达科他州)
阿尔皮纳（英語：Alpena），是美国南达科他州下属的一座城市。根据2010年美国人口普查，该市有人口288人。论人口在本州排行第156。